# Phyllis Dillon
Phyllis Dillon OD (ngày 27 tháng 12 năm 1944 - ngày 15 tháng 4 năm 2004) là một ca sĩ rocksteady và reggae người Jamaica và là ca sĩ thu âm cho hãng thu âm giàu cóTreasure Isle của Duke Reid vào cuối năm 1960 và đầu những năm 1970.

## Cuộc đời và sự nghiệp
Dillon sinh năm 1944 tại Linstead, St. Catherine, Jamaica và học tại Trường tiểu học Linstead. Bị ảnh hưởng bởi các ca sĩ người Mỹ Connie Francis, Patti Page (cần dẫn nguồn) và Dionne Warwick, bà bắt đầu hát trong các cuộc thi tài năng. Vào buổi biểu diễn tại Câu lạc bộ Glass Bucket ở Kingston, Jamaica với nhóm The Vulcans, tay guitar của Duke Reid, Lynn Taitt đã phát hiện ra Dillon.
Dillon thu đĩa than đầu tiên của bà cho Duke Reid, "Don't Stay Away", vào cuối năm 1966, một bản thu âm đã được mô tả là "có lẽ là tác phẩm nữ có hiệu suất tốt nhất trong âm nhạc Jamaica". Trong khi hầu hết các bản ghi tiếp theo Dillon của sẽ cover các bài hát nổi tiếng và không nổi tiếng của Mỹ bao gồm "Make Me Yours" của Bettye Swann, "Tulips và Heather" của Perry Como, "Midnight Confessions" của The Roots Grass và "Love the One You're With" của Stephen Stills; "Don't Stay Away" là một tác phẩm nguyên bản có Tommy McCook và Supersonics làm ban nhạc nền.
Một bài hát gốc khác, "Its Rocking Time" sau đó sẽ được chuyển thành hit "Rocksteady" của Alton Ellis. Mặc dù những bản thu đầu tiên này cho thấy sự thành thạo của Dillon về âm nhạc rocksteady, một phản ứng chậm chạp, có hồn hơn với thời tiết oi bức khiến nhịp điệu lạc quan của ska và nhịp độ không mong muốn thậm chí là không thể thực hiện được, nhưng đó không phải là dấu hiệu của màn trình diễn tuyệt vời nhất của bà, "Perfidia" năm 1967. Được phổ biến bởi ban nhạc surf rock The Ventures của Mỹ, "Perfidia" là một bài hát năm 1940 được viết bởi Alberto Domínguez và được phổ biến bởi ban nhạc người Cuba, Xavier Cugat. Dillon cũng đã thu âm các bản song ca với Ellis (như 'Alton and Phyllis'), bao gồm cả Why Did You Leave Me To Cry" và "Remember that Sunday". Dillon được coi là một trong những ca sĩ chủ chốt của kỷ nguyên rocksteady.
Cuối năm 1967, Dillon chuyển đến New York. Năm năm sau, bà sống một cuộc sống hai phía. Bà có một gia đình và nghề nghiệp trong ngành ngân hàng tại Hoa Kỳ, thường xuyên bay trở lại Kingston, Jamaica để tiếp tục thu âm cho Reid.
Sau một số đĩa đơn và album mang tên Living in Love, Dillon đã kết thúc sự nghiệp thu âm của mình vào năm 1971.
Năm 1991, Michael Bonnet, giám đốc giải trí của khách sạn Oceanea ở Kingston đã tiếp cận Dillon mời bà hát. Sự từ chối của bà lúc đầu sau đó đã được hủy bỏ và làm dấy lên niềm hứng khởi trong việc biểu diễn và thu âm. Trong những năm sau đó, Dillion đã lưu diễn ở Anh, Đức và Nhật Bản.
Năm 1998, Phyllis Dillon trở lại phòng thu âm với Lynn Taitt, được đánh dấu bằng việc quan tâm đến âm nhạc ska ở Hoa Kỳ. Bà vẫn hoạt động cho đến khi bị bệnh.
Phyllis Dillon qua đời vào ngày 15 tháng 4 năm 2004 ở Long Island, New York, sau khi một trận chiến kéo dài hai năm với căn bệnh ung thư, ra đi ở tuổi 59.
Dillon đã được chính phủ Jamaica trao tặng Huân chương Phân biệt năm 2009.